# Siebenhaus
Siebenhaus ist eine Ortschaft in der Gemeinde Schönau an der Triesting im Bezirk Baden in Niederösterreich. Die Ortschaft hat 636 Einwohner (Stand 1. Jänner 2024).

## Geografie
Der südlich der Hainfelder Straße liegende und südlich von der Triesting umflossene Ort befindet sich im Norden der Katastralgemeinde Dornau und erstreckt sich bis an die im Südwesten angrenzende Marktgemeinde Leobersdorf, wird jedoch vom deutlich schwerer erreichbaren Schönau verwaltet, was bisweilen zu Verstimmungen führte.
Erreichbar ist Siebenhaus über den an der Südbahn gelegenen Bahnhof Leobersdorf, wo auch die Leobersdorfer Bahn abzweigt und im Osten am Ort vorüberführt, sowie über die Süd Autobahn. Am 1. April 2020 umfasste die Ortschaft 215 Adressen.

## Geschichte
Der Ortsname bezieht sich auf den Umstand, dass dieser mit sieben Anwesen gegründet wurde.
Im Jahr 1822 wurde der Ort als Dorf mit acht Häusern genannt, das nach Leobersdorf eingepfarrt war, wohin auch die Kinder eingeschult wurden. Die Herrschaft Dornau besaß die Ortsobrigkeit, besorgte die Konskription und hatte die Grundherrschaft inne. Die Landgerichtsbarkeit wurde von der Herrschaft Schönau ausgeübt.
Schweickhardt beschrieb die Bewohner als Landbauern, die auf ihren Äckern Getreide bauten. An der Abzweigung von der Mariazellerstraße in den Ort befand sich damals ein Einkehrwirtshaus.
Angetrieben von Firmen wie der Leobersdorfer Maschinenfabrik erfassten den Ort gegen Ende des 19. Jahrhunderts die Auswirkungen des Industrialisierungsschubs, der bis in die 1960er zwar für einen enormen Zuzug sorgte, aber keinen Industriebetrieb brachte. Laut Adressbuch von Österreich waren im Jahr 1938 in Siebenhaus eine Gastwirtin, zwei Gemischtwarenhändler, zwei Hühnerfarmer, ein Konsumverein, zwei Modelltischler, ein Radiohändler und ein Tischler ansässig.

## Persönlichkeiten
- Robert Häuser (1882–1927), Eisenbahner und Abgeordneter zum Landtag von Niederösterreich, wohnte im Ort